# Gimnazjum nr 43 im. Wojska Polskiego w Warszawie

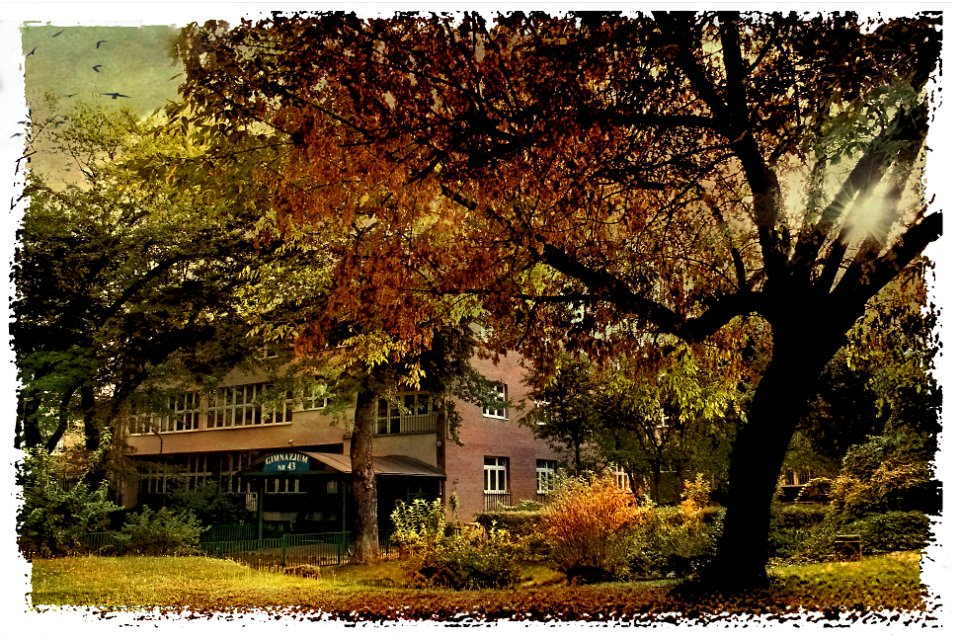
Stary budynek „tysiąclatki”

Gimnazjum nr 43 im. Wojska Polskiego w Warszawie – państwowa szkoła położona w Śródmieściu w Warszawie.

## Historia
W 1919 założono prywatną szkołę im. Bolesława Prusa w domu prywatnym przy ul. Poznańskiej. W 1923 szkołę upaństwowiono, nadając jej numer 171, wówczas siedziba mieściła się przy ul. Hożej 13. W czasie II wojny światowej szkoła nie zaprzestała działalności, dając lekcje w różnych miejscach Warszawy. Po wojnie, gdy z obozu koncentracyjnego w Ravensbrück wróciła Maria Wysznacka (przedwojenna dyrektorka placówki), zaczęła się organizacja szkoły w baraku postawionym przez Wojsko Polskie przy ul. Chałubińskiego 9. W 1947 roku nadano szkole imię Wojska Polskiego. Od października 1960 do lutego 2014 szkoła mieściła się w budynku – przy ul. Emilii Plater 31. Była to pierwsza szkoła w Śródmieściu wybudowana ramach akcji „Tysiąc szkół na Tysiąclecie Państwa Polskiego”.
W 1999 roku w związku z reformą edukacji powstało gimnazjum, które otrzymało nr 43. Rok szkolny 2000/2001 był ostatnim rokiem istnienia Szkoły Podstawowej nr 171. 16 czerwca 2005 r. gimnazjum nadano imię Wojska Polskiego, przekazując dziedzictwo nieistniejącej już Szkoły Podstawowej nr 171.
Od września 2013 roku Gimnazjum nr 43 wraz z IX Liceum Ogólnokształcącym im. Hoffmanowej stanowi Zespół Szkół nr 125, z siedzibą w przedwojennym budynku przy ulicy Hożej 88. Budynek powstał w latach 1919–1920 dla prowadzonej przez Alfonsa Graviera Szkoły Budowlanej. W końcu lat 30. XIX w. w budynku mieściły się także następujące szkoły: Chemiczno-Przemysłowa, Drogowa, Miernicza. Podczas II wojny światowej funkcjonowała Państwowa Szkoła Techniczno-Mechaniczna, a następnie stacjonował Frontleitstelle – niemiecki ośrodek zaopatrzenia frontu. Po wojnie w budynku wznowiła działalność Państwowa Szkoła Techniczna, przekształcona w 1975 r. w Zespół Szkół Samochodowych i Licealnych Nr 1 (popularna „Samochodówka”). 1 września 2017 w związku z reformą ustroju szkolnego gimnazjum zostało włączone do Liceum im. Hoffmanowej, zaś Zespół Szkół nr 125 został zlikwidowany.
Absolwentami Szkoły Podstawowej nr 171 są m.in. Dorota Sumińska, Ewa Błaszczyk i Olaf Lubaszenko, który zdobył I nagrodę w konkursie recytatorskim.
Absolwentami Gimnazjum nr 43 są: poetka Agnieszka Stefankiewicz, aktorki Małgorzata Chrzanowska (Wydział Sztuki Lalkarskiej AT) i Misheel Jargalsaikhan (Zosia w „Rodzinie zastępczej”), reżyser Piotr Kulczycki (Teatr Wolandejski), piosenkarze Jakub Badurka (Adaś w „Akademii Pana Kleksa”) i Adam Milczarczyk, tancerki Agnieszka Lisiecka i Kinga Biegańska.